# Rio Sarstoon
Rio Sarstoon é um rio centro-americano da Guatemala e Belize com 111 km de comprimento. A sua foz fica no Mar do Caribe. Define a parte mais meridional da fronteira Belize-Guatemala.
A parte guatemalteca da sua bacia tem uma superfície de 2109 km², e a parte belizenha cobre 194 km²,